# Operatori virtuali di rete mobile in Asia
Elenco degli operatori virtuali di rete mobile in Asia, suddivisi per Stato.
Questa lista è suscettibile di variazioni e potrebbe essere incompleta o non aggiornata.

## Arabia Saudita
Ecco i principali operatori virtuali arabi:
| Operatore           | Rete di appoggio    | Anno inizio | Anno fine | Sito ufficiale                                    | Note  |
| ------------------- | ------------------- | ----------- | --------- | ------------------------------------------------- | ----- |
| Lebara Mobile KSA   | Mobily Saudi Arabia | 2014        |           | https://www.lebara.sa/                            |       |
| Mobily              |                     |             |           | https://www.mobily.com.sa/wps/portal/web/personal |       |
| Red Bull Mobile KSA |                     | 2022        |           | https://redbullmobile.sa/en                       |       |
| Salam Mobile        |                     | 2022        |           |                                                   | [ 1 ] |
| Virgin Mobile KSA   |                     | 2014        |           | https://virginmobile.sa/en/                       |       |

## Cina
Ecco i principali operatori virtuali cinesi:
| Operatore                                              | Rete di appoggio            | Anno inizio | Sito ufficiale                                               | Note  |
| ------------------------------------------------------ | --------------------------- | ----------- | ------------------------------------------------------------ | ----- |
| Beijing Huaxiang Lianxin Technology (Huaxiang Lianxin) | China Mobile e China Unicom |             |                                                              |       |
| d.Mobile                                               |                             |             |                                                              |       |
| D.Phone                                                |                             |             |                                                              |       |
| HNA Telecom                                            |                             |             |                                                              |       |
| Hodo Mobile                                            |                             |             |                                                              |       |
| JD Mobile                                              |                             |             |                                                              |       |
| Mi Mobile                                              |                             |             |                                                              |       |
| More/Funtalk                                           |                             |             |                                                              |       |
| Sharing Mobile                                         |                             |             |                                                              |       |
| Shenzhen                                               |                             |             |                                                              |       |
| Snail Mobile                                           |                             |             |                                                              |       |
| T.Mobile                                               |                             |             |                                                              |       |
| Telling Mobile 中国                                    |                             |             |                                                              |       |
| UYou                                                   |                             |             |                                                              |       |
| YuanTel                                                |                             |             |                                                              |       |
| Macao                                                  |                             |             |                                                              |       |
| Kong Seng Paging                                       |                             |             |                                                              |       |
| Hong Kong                                              |                             |             |                                                              |       |
| Birdie Mobile                                          | SmarTone                    |             | Birdie Mobile                                                |       |
| China Unicom Hong Kong                                 | 3 Hong Kong                 |             | China Unicom                                                 |       |
| Jellyfish MOBILE Kowloon                               |                             | 2023        | https://jellyfi.me/                                          | [ 2 ] |
| Lycamobile Hong Kong                                   | 3 Hong Kong                 |             |                                                              | [ 3 ] |
| SUN Mobile                                             | CSL Mobile                  |             |                                                              |       |
| TRUPHONE Hong Kong                                     |                             |             | Truphone Archiviato il 29 novembre 2020 in Internet Archive. |       |
| Vave                                                   | HKT                         |             | Vave                                                         |       |

## Corea del Sud
Ecco i principali operatori virtuali della Corea del Sud:
| Operatore           | Rete di appoggio | Anno inizio | Sito ufficiale                                                                                      | Note |
| ------------------- | ---------------- | ----------- | --------------------------------------------------------------------------------------------------- | ---- |
| CJ HelloVision      | LG Uplus         |             | http://www.cjhello.com/main.do                                                                      |      |
| KG Mobile 4G        | LG Uplus         | 2023        | |      |
| KIMCHI MOBILE Seul  |                  |             | https://www.kimchimobile.com                                                                        |      |
| Liiv M (Liv Mobile) | LG Uplus         | 2019        | https://www.liivm.com                                                                               |      |
| MyWorld             | SK Telecom       | 1998        | https://world.mymvno.co.kr                                                                          |      |
| sky life Mobile     |                  |             | https://www.skylife.co.kr/mobile/productMain.do Archiviato il 1º dicembre 2020 in Internet Archive. |      |
| STAGE FIVE 5G       | SK Telecom       |             | https://www.stagefive.com/                                                                          |      |
| toss mobile         | SK Telecom       | 2023        | https://tossmobile.co.kr                                                                            |      |

## Emirati Arabi Uniti
Ecco i principali operatori virtuali degli Emirati Arabi Uniti:
| Operatore         | Rete di appoggio | Anno inizio | Sito ufficiale              | Note |
| ----------------- | ---------------- | ----------- | --------------------------- | ---- |
| du Mobile Plans   |                  |             | https://www.du.ae/personal  |      |
| Virgin Mobile UAE |                  |             | https://www.virginmobile.ae |      |

## Filippine
Ecco i principali operatori virtuali delle Filippine:
| Operatore | Rete di appoggio | Sito ufficiale      | Note |
| --------- | ---------------- | ------------------- | ---- |
| GOMO!     |                  | https://www.gomo.ph |      |

## Giappone
Ecco i principali operatori virtuali giapponesi:
| Operatore                                         | Rete di appoggio | Anno inizio | Sito ufficiale                                                                         | Note  |
| ------------------------------------------------- | ---------------- | ----------- | -------------------------------------------------------------------------------------- | ----- |
| All Mobile (youme mobile)                         | NTT DOCOMO       | 2023        | https://youme-mobile.com                                                               |       |
| B Mobile \| JCI                                   | NTT DOCOMO       |             | http://www.bmobile.ne.jp/                                                              |       |
| Berry Mobile                                      |                  |             | https://www.berrymobile.jp/                                                            |       |
| Chatwork Mobile                                   |                  | 2022        | https://go.chatwork.com/ja/                                                            |       |
| CM Link Japan                                     |                  |             | https://www.cmlink.com/jp/zh/                                                          |       |
| C Uniq Mobile Japan                               |                  | 2023        | https://www.cuniq.jp/                                                                  |       |
| Disney Mobile 日本                                |                  |             | https://www.disney.co.jp/mobile.html Archiviato il 17 luglio 2018 in Internet Archive. | [ 4 ] |
| DMM mobile                                        |                  |             | https://mvno.dmm.com/                                                                  |       |
| FREETEL Mobile                                    |                  |             | https://www.freetel.jp/                                                                |       |
| IIJ Mobile (Internet Initiative 日本 Mobile) eSIM | NTT DOCOMO       |             | https://www.iijmobile.jp/                                                              |       |
| KDDI Digital Life                                 |                  |             |                                                                                        | [ 5 ] |
| LIBMO MVNO Shizuoka                               |                  |             | https://www.libmo.jp                                                                   | [ 6 ] |
| Line Mobile 日本                                  |                  |             | https://mobile.line.me/                                                                |       |
| livedoor MOBILE                                   | NTT DOCOMO       | 2023        | https://livedoormobile.jp/                                                             |       |
| OCN Mobile One                                    | NTT DOCOMO       |             | https://www.ntt.com/personal/services/mobile/one.html                                  |       |
| Rakuten Mobile                                    | NTT DOCOMO       |             | https://mobile.rakuten.co.jp/                                                          |       |
| UQ mobile                                         |                  |             | https://www.uqwimax.jp/english/mobile/beginner/point/                                  |       |
| X-RAY Mobile                                      | NTT DOCOMO       | 2023        | http://x-ray-mobile.jp                                                                 |       |
| Y! mobile                                         | SoftBank         |             | https://www.ymobile.jp/                                                                |       |

## India
Ecco i principali operatori virtuali indiani:
| Operatore                | Rete di appoggio        | Sito ufficiale            | Note  |
| ------------------------ | ----------------------- | ------------------------- | ----- |
| Aerovoyce                |                         | http://www.aerovoyce.com/ | [ 7 ] |
| T24 India                | Tata Teleservices India |                           | [ 8 ] |
| Virgin Mobile India      | Tata Teleservices India |                           | [ 9 ] |
| Vodafone NetCruise India | Vodafone India          |                           |       |

## Iran
Ecco i principali operatori virtuali iraniani:
| Operatore     | Rete di appoggio | Anno inizio | 2ª Rete di appoggio | 3ª Rete di appoggio                        | Sito ufficiale                                                           | Note          |
| ------------- | ---------------- | ----------- | ------------------- | ------------------------------------------ | ------------------------------------------------------------------------ | ------------- |
| Shatel Mobile | MTN Irancell     | 2017        | Rightel             | Mobile Communication Company of Iran (MCI) | http://en.shatel.ir/ Archiviato il 27 dicembre 2012 in Internet Archive. | [ 10 ] [ 11 ] |
| Teentaak 4G   |                  |             |                     |                                            |                                                                          |               |

## Israele
Ecco i principali operatori virtuali israeliani:
| Operatore                | Rete di appoggio | Anno inizio | Anno fine | Sito ufficiale                                                | Note |
| ------------------------ | ---------------- | ----------- | --------- | ------------------------------------------------------------- | ---- |
| 019 mobile               | Partner Orange   |             |           | https://019mobile.co.il                                       |      |
| Altice                   | Partner Orange   |             |           |                                                               |      |
| cell act                 | Pelephone        | 2000        |           | https://cellact.co.il                                         |      |
| Free Telecom             | Pelephone        |             |           |                                                               |      |
| Hottalk Altice           | Partner Orange   |             |           |                                                               |      |
| Keepgo Givatayim         |                  |             |           | https://web.archive.org/web/20180827170001/https://keepgo.fr/ |      |
| Mobile Post              | Golan Telecom    |             |           |                                                               |      |
| nes mobile 4G            | Cellcom Israel   |             |           | https://nesmobile.com/                                        |      |
| Rami Levy Communications | Pelephone        |             |           | https://mobile.rami-levy.co.il/                               |      |
| TalknSave                |                  |             |           | https://www.talknsave.net/                                    |      |
| we 4G                    | Cellcom Israel   | 2018        |           | https://www.we4g.co.il/he/                                    |      |
| WEBBING                  |                  | 2010        |           | https://webbingsolutions.com/                                 |      |
| You Phone                |                  |             |           |                                                               |      |

## Kazakistan
Ecco i principali operatori virtuali del Kazakistan:
| Operatore   | Rete di appoggio    | Anno inizio | Sito ufficiale      | Note   |
| ----------- | ------------------- | ----------- | ------------------- | ------ |
| F Mobile 5G | Tele2-Altel Network | 2023        | https://fmobile.kz/ | [ 12 ] |

## Kuwait
Ecco i principali operatori virtuali del Kuwait:
| Operatore               | Rete di appoggio | Anno inizio | Anno fine | Sito ufficiale                      | Note   |
| ----------------------- | ---------------- | ----------- | --------- | ----------------------------------- | ------ |
| Red Bull MOBILE by Zain |                  | 2023        |           | https://redbullmobile.kw.zain.com   |        |
| Virgin mobile Kuwait    | STC Kuwait       | 2022        |           | https://www.virginmobile.com.kw/en/ | [ 13 ] |

## Libano
Ecco i principali operatori virtuali libanesi:
| Operatore     | Rete di appoggio | Sito ufficiale                                 | Note |
| ------------- | ---------------- | ---------------------------------------------- | ---- |
| touch Lebanon |                  | http://www.touch.com.lb/autoforms/portal/touch |      |

## Malaysia
Ecco i principali operatori virtuali della Malaysia:
| Operatore                 | Rete di appoggio | Anno inizio | Sito ufficiale                                                      | Note |
| ------------------------- | ---------------- | ----------- | ------------------------------------------------------------------- | ---- |
| ALTEL                     | Celcom Axiata    |             | https://altel.my                                                    |      |
| Ansar mobile              | Maxis            |             | https://www.ansarmobile.com.my                                      |      |
| BeONE                     | Celcom Axiata    |             | https://www.beone.my                                                |      |
| BuzzMe                    | U Mobile Network |             |                                                                     |      |
| HALO GO                   | Celcom Axiata    |             | https://www.halogo.my                                               |      |
| Hello SIM                 | Celcom Axiata    |             | https://www.mtradeasia.com/mobile                                   |      |
| mCalls                    | DIGI Network     |             |                                                                     |      |
| Merchantrade              | Celcom Axiata    |             |                                                                     |      |
| MY Evolution              | DIGI Network     |             | https://www.myevolution.asia                                        |      |
| ONE XOX                   | Celcom Axiata    |             | http://www.onexox.my                                                |      |
| red ONE Malaysia          | Celcom Axiata    |             | https://www.redone.com.my                                           |      |
| SMART-i                   | Celcom Axiata    |             | https://smart-i.net.my                                              |      |
| speakOUT                  | DIGI Network     |             | https://speakout.asia                                               |      |
| tapp 4G+                  | DIGI Network     |             | https://tapp.my                                                     |      |
| Tone Excel                | Celcom Axiata    |             | https://www.tonegroup.net/earn-with-us-tone-excel                   |      |
| TONE WOW                  | DIGI Network     |             | https://www.tonewow.net/en                                          |      |
| Telin Malaysia (Kartu As) | U Mobile Network |             |                                                                     |      |
| Tron                      | DIGI Network     |             | https://web.archive.org/web/20190126092306/https://www.tron.com.my/ |      |
| Tune Talk                 | Celcom Axiata    |             | https://www.tunetalk.com/my/en                                      |      |
| XOX MOBILE                | Celcom Axiata    |             | https://xox.com.my/                                                 |      |
| yoodo                     | Celcom Axiata    | 2018        | https://www.yoodo.com.my                                            |      |

## Oman
Ecco i principali operatori virtuali dell'Oman:
| Operatore            | Rete di appoggio | Sito ufficiale                          | Note |
| -------------------- | ---------------- | --------------------------------------- | ---- |
| FRiENDi mobile       |                  | http://www.friendimobile.com/en-om?home |      |
| Red Bull Mobile Oman |                  |                                         |      |
| renna mobile         |                  | http://www.rennamobile.com/             |      |

## Pakistan
Ecco i principali operatori virtuali pakistani:
| Operatore | Rete di appoggio                   | Anno inizio | Sito ufficiale       | Note |
| --------- | ---------------------------------- | ----------- | -------------------- | ---- |
| ONIC      | Pakistan Telecommunications Mobile | 2023        | https://www.onic.pk/ |      |

## Singapore
Ecco i principali operatori virtuali del Singapore:
| Operatore                       | Rete di appoggio     | Anno inizio | Anno fine | Sito ufficiale                                                                      | Note   |
| ------------------------------- | -------------------- | ----------- | --------- | ----------------------------------------------------------------------------------- | ------ |
| CIRCLES.LIFE Singapore          |                      | 2016        |           | https://pages.circles.life/                                                         |        |
| gomo Mobile by SINGTEL          |                      |             |           | https://www.gomo.sg/mobile                                                          | [ 14 ] |
| Gorilla Mobile                  |                      | 2021        | 2023      | https://gorilla.global/sg/mobile Archiviato l'11 febbraio 2023 in Internet Archive. | [ 15 ] |
| grid mobile                     |                      |             |           | https://gridmobile.com.sg/ Archiviato il 5 luglio 2019 in Internet Archive.         | [ 16 ] |
| MyRepublic Mobile               | StarHub Network e M1 |             |           | https://mobile.myrepublic.com.sg                                                    |        |
| red ONE Singapore               |                      |             |           | https://www.redone.com.sg/                                                          |        |
| Rentafi Event WiFi Singapore 4G |                      |             |           | https://www.rentafi.com/                                                            |        |
| VivoHub                         | StarHub Network      |             |           |                                                                                     | [ 17 ] |
| Zero Mobile                     | Singtel              |             |           | https://www.zeromobile.com.sg/                                                      |        |
| ZΩH Mobile                      | M1                   | 2022        | 2023      | https://zoh.sg                                                                      | [ 18 ] |

## Sri Lanka
Ecco i principali operatori virtuali dello Sri Lanka:
| Operatore               | Rete di appoggio | Sito ufficiale         | Note |
| ----------------------- | ---------------- | ---------------------- | ---- |
| Lebara Mobile Sri Lanka | Dialog Sri Lanka | https://www.lebara.sa/ |      |

## Taiwan
Ecco i principali operatori virtuali del Taiwan:
| Operatore           | Rete di appoggio                       | Sito ufficiale               | Note |
| ------------------- | -------------------------------------- | ---------------------------- | ---- |
| CIRCLES.LIFE Taiwan |                                        | https://www.circles.life/tw/ |      |
| Line Mobile Taiwan  | Far EasTone Telecommunications Network |                              |      |

## Tagikistan
Ecco i principali operatori virtuali del Tagikistan:
| Operatore              | Rete di appoggio             | Sito ufficiale | Note   |
| ---------------------- | ---------------------------- | -------------- | ------ |
| AIVA mobile Tagikistan | Babilon-M Network Tagikistan |                | [ 19 ] |

## Thailandia
Ecco i principali operatori virtuali thailandesi:
| Operatore            | Rete di appoggio                           | Anno inizio | Anno fine | Sito ufficiale                      | Note |
| -------------------- | ------------------------------------------ | ----------- | --------- | ----------------------------------- | ---- |
| BuzzMe               | TOT Mobile Thailand                        |             |           |                                     |      |
| CM Link Thailand     |                                            |             |           | https://www.cmlink.com/id/th        |      |
| Feels                |                                            |             |           | https://www.feels.co.th             |      |
| gomo by AIS          |                                            |             |           | https://gomo.th/main-package        |      |
| i-Kool 3G            | TOT Mobile Thailand                        |             |           | http://www.i-kool.net/th/index.html |      |
| Line Mobile Thailand |                                            |             |           |                                     |      |
| Penguin SIM          | TOT Mobile Thailand e CAT Telecom Thailand |             |           | https://corporate.penguinsim.com/   |      |
| red ONE Thailand     |                                            | 2021        |           | http://thailand.redone.co.th        |      |

## Turchia
Ecco i principali operatori virtuali turchi:
| Operatore     | Rete di appoggio | Sito ufficiale | Note |
| ------------- | ---------------- | -------------- | ---- |
| Kartalcell    | Avea             |                |      |
| Muhabbet Kart | Turkcell         |                |      |
| TrabzonCell   | Avea             |                |      |
| TTNET mobil   | Avea             |                |      |

## Uzbekistan
Ecco i principali operatori virtuali dell'Uzbekistan:
| Operatore                     | Rete di appoggio | Anno inizio | Sito ufficiale   | Note |
| ----------------------------- | ---------------- | ----------- | ---------------- | ---- |
| Humans                        |                  |             |                  |      |
| OQ Mobile (digital sub-brand) |                  | 2023        | https://oq.uz/en |      |

## Vietnam
Ecco i principali operatori virtuali del Vietnam:
| Operatore                    | Rete di appoggio | Anno inizio | Anno fine | Sito ufficiale                                                             | Note   |
| ---------------------------- | ---------------- | ----------- | --------- | -------------------------------------------------------------------------- | ------ |
| DIGILIFE Vietnam             |                  |             |           |                                                                            | [ 20 ] |
| Indochina Telecom (ITelecom) | VNPT Network     |             |           | https://www.itelecom.vn/ Archiviato il 1º maggio 2019 in Internet Archive. | [ 21 ] |
| Mobicast                     |                  | 2016        |           | https://www.mobicast.vn                                                    |        |
| mobi fone 4G                 |                  | 2021        |           | https://mobifone.vn                                                        |        |
| Reddi                        | VNPT Network     | 2020        |           | https://www.reddiglobal.com                                                | [ 22 ] |